# Systémová enzymoterapie
Systémová enzymoterapie je alternativní medicína, který využívá systémové aplikace enzymů jakožto léčivých látek. Dnes se enzymů využívá u celé řady chorob, jako je např. glomerulonefritida, pankreatitida, plicní fibróza, bronchitida, prostatitida, cystitida, ale také u některých nádorových onemocnění či trombóz.

## Historie
V historii se např. vředy se potíraly šťávou s ovoce bohatých na enzymy (papája, ananas).

## Nevýhody enzymoterapie
Chybí biologická věrohodnost, testovatelnost, opakovatelnost nebo důkazy o účinnosti. U některých lidí mohou také větší dávky enzymů dočasně způsobovat zažívací obtíže jako je průjem a nadýmání, případně může dojít ke zhoršení alergie.